# Sàtira
La sàtira és definida, amb freqüència de manera estricta, com un  gènere o forma literària, encara que en la pràctica sigui també trobada en les arts gràfiques i les arts escèniques. En la sàtira, addiccions, ximpleries, abusos o defectes individuals o humans són exposats a la censura a través del ridícul, derisió, paròdia, ironia o altres mètodes, idealment amb la intenció de produir millorances. Encara que generalment es pensi que tota sàtira ha de ser divertida, l'objectiu principal de la sàtira no és l'humor en si mateix, sinó l'atac a quelcom que l'autor fortament desaprova, usant l'enginy com a arma.
Una característica molt comuna, gairebé específica, de la sàtira és l'èmfasi en l'ús de la ironia o el sarcasme, però la paròdia, l'exageració, la juxtaposició, la comparació, l'analogia i el doble sentit són tot sovint utilitzats en parles i escrits satírics. El punt essencial, no obstant això, és que «en la sàtira, la ironia és militant». Aquesta «ironia militant» (o sarcasme) sovint afirma que aprova les mateixes coses que el satíric desitja atacar.

## El terme
La paraula sàtira és originada del llatí «satura» («ofrena de fruits variegades», «safata de les primícies») i va ser considerada per Quintilià com un «fenomen típicament romà» (satura tota nostra est). Aquesta derivació gens té a veure amb la figura del «sàtir» de la mitologia grega. Per a Quintilià, la sàtira era estrictament una forma literària, però el terme immediatament va escapar de la seva definició original restrictiva. Robert Elliott va escriure:
«Tan aviat un substantiu entri en el domini de la metàfora, com va destacar un acadèmic modern, ell clama per ampliació; i satura (que no tenia formes verbals, adverbials o adjectivals) va ser immediatament ampliada per l'apropiació de la paraula grega per a «sàtir» (satyros) i les seves derivats. L'estrany resultat és que l'anglès «satire» prové del llatí satura; però «satirize», «satiric» etc., són d'origen grega. Al voltant del segle iv AD, l'escriptor de sàtires va passar a ser conegut com satyricus; Sant Jeroni, per exemple, va ser denominat pels seus enemics com un satíric en prosa (satyricus scriptor in prosa). Modificacions ortogràfiques subseqüents van enfosquir l'origen llatina de la paraula sàtira: satura es va fer satyra, i a Anglaterra, al voltant del segle xvi, va ser escrit satyre.»
El terme és també considerat avui aplicable a moltes altres obres a més d'aquelles que serien considerades sàtira per Quintilià, incloent, per exemple, antics autors grecs que precedeixen les primeres sàtires romanes. L'opinió pública en la democràcia atenesa, per exemple, era notablement influïda per la sàtira política escrita per poetes còmics tals com Aristòfanes per al teatre.

## Sàtira i humor
Les obres satíriques sovint contenen humor «correcte» (no satíric) - generalment per a subministrar algun alleugeriment per a alguna cosa que d'una altra forma podria ser considerat un «sermó» implacable. Això gairebé sempre va ser un estàndard, encara que es pugui destacar més en la sàtira moderna. D'altra banda, algunes sàtires posseeixen poc o cap humor. No eren «divertides» - ni es pretenia que fossin.
L'humor sobre un determinat assumpte (política, religió i art, per exemple) no és necessàriament satíric perquè el mateix assumpte ja és sovint objecte de sàtira. Ni l'humor que usa de les grans eines satíriques (ironia, sarcasme o parodia) posseeix necessàriament un sentit satíric.

## Desenvolupament

### Antic Egipte
La «Sàtira dels Negocis» data de l'inici del segon mil·lenni aC i és un dels exemples més antics. Per a convèncer estudiants cansats d'estudiar que el seu treball com escribes era útil, el text pondera que el paper dels escribes és molt superior al de l'home comú dels carrers. Alguns erudits, com Helck pensen que el context és argumentatiu en comptes de satíric: les descripcions estaven pensades per ser serioses.
El Papir Anastasi I (finals del segon mil·lenni aC) conté el text d'una carta satírica en la qual l'autor al principi elogia les virtuts, per a de seguida mofar-se del parc coneixement i realitzacions del destinatari.

### Món grecoromà
Els grecs no van tenir cap paraula pel que més tard seria denominat "sàtira", tot i que hi havia els termes "cinisme" i "paròdia". Retrospectivament, el dramaturg grec Aristòfanes és un dels primers satírics més coneguts; és particularment famós per la seva sàtira política en el qual va criticar el poderós Cleó (en Els cavallers) i la persecució que ha sofrit.
La forma més antiga de sàtira encara en l'ús és la satura Menippeae per Mènip de Gàdara. Les seves obres s'han perdut, però els seus admiradors i imitadors barregen serietat i burla en els diàlegs, presentant parodies contra un fons de diatribes, significant que algú hauria de començar a qüestionar les veritats aprovades, per a així formar un conjunt didàctic de coneixements.
A Roma, el primer a parlar de "sàtira" críticament va ser Quintilià, qui va inventar el terme per descriure les escriptures de Lucili. Satírics prominents de l'antiguitat romana inclouen Horaci i Juvenal, qui estaven en activitat durant els dies primerencs de l'Imperi Romà i van ser els dos satírics llatins més influents. Altres satírics romans importants són Lucili i Persi.
Més tard, al segle segle xvi, molts creurien que el terme sàtira venia del grec sàtir; els sàtirs eren acompanyants del déu Dionís i personatges centrals de les obres satíriques del teatre grec antic. Els seus derivats satíric i satiritzar són en efecte sufixos grecs, però l'estil de la sàtira romana està connectat més precisament amb la satira, o satura lanx, un «plat de fruits» assemblant-se al colorit de les burles, o figurativament, un «popurrí». Plini informa que el poeta Hiponax del segle vi aC ha escrivit satirae qui eren tan cruels que els ofesos es van suïcidar penjant-se. La confusió amb sàtir ha donat suporti a la comprensió de la sàtira com mordaç, com Juvenal, i no suau, com Horaci, i això es reflecteix en mètode i crítica literària des de l'inici de l'Europa Moderna fins al segle xvii.
La crítica dels emperadors romans (notablement per Horaci sobre August) havia de presentar-se en termes de velada ironia - però el terme quan aplicat a les obres llatines de fet titulades com «sàtires» és molt més ample que en el sentit modern de la paraula, incloent escriptures fantàstiques i altament humorístiques amb petit o no verdader intent de fer burla.

### Món àrab
En la poesia àrab medieval, el gènere de la poesia satírica va ser conegut com a hija. La sàtira va ser introduïda a la prosa literària àrab per l'escriptor afroàrab Al-Jahiz al segle ix. Mentre tractant de temes seriosos en el que és ara conegut com a antropologia, sociologia i psicologia, va introduir un plantejament satíric, «basat en la premissa que, encara que l'assumpte examinat fos seriós, podria ser fet més interessant i així aconseguir un efecte més gran, només deixant de costat la prosa solemne i inserint algunes anècdotes divertides o observacions gracioses o paradoxals. Era bé conscient que, al tractar de nous temes en les seves obres de prosa, hauria d'emprar un vocabulari d'una naturalesa més familiar en la hija, poesia satírica.» Per exemple, en una de les seves obres zoològiques, va satiritzar la preferència pel penis humà gran, escrivint: «si la grandària del penis va ser un signe d'honor, llavors el mul pertanyeria al (tribu honorable de) Quraix». Una altra història satírica basat en aquesta preferència va ser un conte àrab de Les mil i una nits anomenat «Ali amb el membre gran».
Al segle x, l'escriptor Tha'alibi va enregistrar la poesia satírica escrita pels poetes àrabs As-Salami i Abu Dulaf, amb As-Salami lloant l'ampli coneixement de Abu Dulaf per a de seguida burlar-se de la seva capacitat en tots aquests assumptes, i amb Abu Dulaf recanviant i satiritzant As-Salami a canvi. Un exemple de la sàtira política àrab va incloure un altre poeta del segle x, Jarir, satiritzant Farazdaq com «un transgressor de la Xara» i poetes àrabs posteriors per la seva vegada, utilitzant l'expressió «estil Farazdaq» com una forma de sàtira política.

#### Pèrsia medieval
Ubaid Zakani va introduir la sàtira en la literatura persa durant el segle xiv. La seva obra satírica es destaca per l'ús de versos obscens i lascius, sovint citats en debats embolicant pràctiques homosexuals. Ell va escriure el «Resaleh-ye Delgosha», així com «Akhlaq al-Ashraf» (Ètica de l'aristocràcia) i la famosa faula humorística «Masnavi Mush-El-Gorbeh» (Ratolí i Gat), la qual és una sàtira política. Els seus versos clàssics no-satírics són considerats com ben escrits, sent equiparats a altres grans obres de la literatura persa.

### Europa medieval
En l'inici de l'edat mitjana, les sàtires eren exemplificats per les cançons escrits pels goliards o clerici vagantes, avui més coneguts a través d'una antologia anomenat Carmina Burana, i feia famosa al segle xx com text d'una composició del compositor Carl Orff. Es considera que la poesia satírica ha estat popular, encara que poc ha sobreviscut. Amb l'adveniment de l'alta edat mitjana i el naixement de la literatura vernacla moderna al segle xii, es va començar a utilitzar-se novament, més notablement per Chaucer. La conducta irrespectuosa va ser considerat «no cristiana» i ignorat, menys per la sàtira moral, que es va burlar la mala conducta en termes cristians. Els exemples són el Livre des Manières (al voltant del 1170), i en alguns dels Contes de Canterbury, de Chaucer. Els epos eren burlats, i fins i tot la societat feudal, però difícilment podria ser dit que hi havia un interès general pel gènere.
Durant el Renaixement han viscut els dos principals satírics de l'Europa medieval: Giovanni Boccaccio i François Rabelais. Altres exemples, part de l'interès per les tradicions literàries romanes renovat pel Renaixement van ser les sàtires Till Eulenspiegel i Roman de Renart, i també el Narrenschiff de Sebastian Brant (1494), Elogi de la bogeria d'Erasme (1509) i la Utopia de Thomas More (1516).

### Principis de la sàtira moderna anglosaxona
Els escriptors elisabetians (és a dir, anglesos del segle xvi) pensaven que la sàtira estava relacionat amb les rudes, grosseres i acerbes peces dramàtiques gregues. Per això, la «sàtira» elisabetiana (típicament sota la forma de pamflet) contenia més ofenses que subtil ironia. L'hugonot francès Isaac Casaubon va assenyalar el 1605 què la sàtira a la moda romana era quelcom molt més civilitzat. La sàtira anglesa del segle xvii va passar novament a tenir com a objectiu la «correcció de vicis» (Dryden).
El comentari social directe a través de la sàtira va retornar com una revenja el segle xvi, quan texts burlescos tals com les obres de François Rabelais han lluitat amb qüestions més serioses (i han incorregut en la ira de la corona, com a resultant). En la Il·lustració, un moviment intel·lectual dels segles xvii i XVIII en defensa de la racionalitat, es va iniciar el gran avenç de la sàtira anglesa, en gran manera a causa de la creació dels grups Tory i Whig i a la necessitat de transmetre el verdader significat de la crítica, una cosa especialment verdadera per a Daniel Defoe (The Shortest-Way with the Dissenters), Jonathan Swift, John Dryden i Alexander Pope. Amb ells, la sàtira astuta i sarcàstica d'institucions i individus es va fer una arma popular. Encara que la primitiva sàtira moderna ja fos un gènere establert, Isaac Casaubon va descobrir i va publicar escrits de Quintilià i va presentar el significat original del terme (sàtira, no sàtir), i el sentit d'agudesa (reflectint la «ofrena de fruits variegades») es va fer més important novament.
Jonathan Swift va ser un dels majors satírics angloirlandesos, i un dels primers a practicar la moderna sàtira periodística. Per exemple, seu A Modest Proposal suggereix que els pares irlandesos pobres siguin animats a vendre els seus fills com aliment. Al seu llibre Gulliver's Travels, ell escriu sobre els defectes de la societat humana en general i de la societat anglesa en particular. Swift crea una ficció moral, un món en el qual els pares no tenen la seva responsabilitat més òbvia, que és protegir els seus fills del perill. De manera similar, Defoe presenta un món en el qual la llibertat religiosa és reduïda a la llibertat de conformar-se. El propòsit de Swift és de fet atacar la indiferència als problemes dels massa pobres, i Defoe defensa la llibertat de consciència.

### Sàtira angloamericana
Ebenezer Cooke, autor de The Sot-Weed Factor, va ser un dels primers colonitzadors d'Amèrica a escriure sàtira literària. Benjamin Franklin i altres van seguir, utilitzant la sàtira per donar forma a la cultura d'una nació emergent a través del seu sentit del ridícul.
Mark Twain va ser un gran escriptor satíric estatunidenc: la seva novel·la «Les aventures de Huckleberry Finn» es troba al Sud d'abans de la guerra, on els valors morals que Twain desitja promoure s'imposen a les ments. El seu heroi, Huck, és un noi bastant simple però de bon cor que s'avergonyeix de la «temptació pecaminosa» que el porta a ajudar a un esclau fugitiu. De fet, la seva consciència, deformada pel món moral distorsionat en el qual ha crescut, sovint el molesta més quan està en el seu millor moment. Irònicament, ell està disposat a fer el bé, creient estar equivocat.
Un contemporani més jove de Twain, Ambrose Bierce, va guanyar notorietat com un cínic, pessimista i humorista negre amb les seves històries fosques, amargament iròniques, moltes de les quals van transcórrer durant la Guerra Civil Americana, i que van satiritzar les limitacions de la percepció i raó humanes. L'obra de sàtira més famosa de Bierce és, probablement, el «The Devil's Dictionary», en què les definicions es burlen de la pretensió, hipocresia i l'apel·lació a la tradició.

### Sàtira a l'Anglaterra victoriana
Novel·listes com Charles Dickens, sovint utilitzaven passatges d'escriptura satírica en el seu tractament de qüestions socials. Diversos diaris satírics van competir per l'atenció del públic en l'era victoriana i període eduardià com «Punch» i «Fun».
Potser els exemples més duradors de la sàtira victoriana, però, es troben a les Òperes Savoy de W. S. Gilbert i Sir Arthur Sullivan. De fet, en «The Yeomen of the Guard», a un bufó se li donen les línies que pinten un quadre molt clar del mètode i propòsit de l'escriptor satíric, i es podria gairebé considerar com una declaració d'intencions de Gilbert:
«Puc definir un fanfarró covard amb un acudit,
L'arribista que puc marcir amb un caprici;
Pot portar un riure alegre als seus llavis,
Però el seu riure té un ressò que és trist!»

## En la literatura catalana

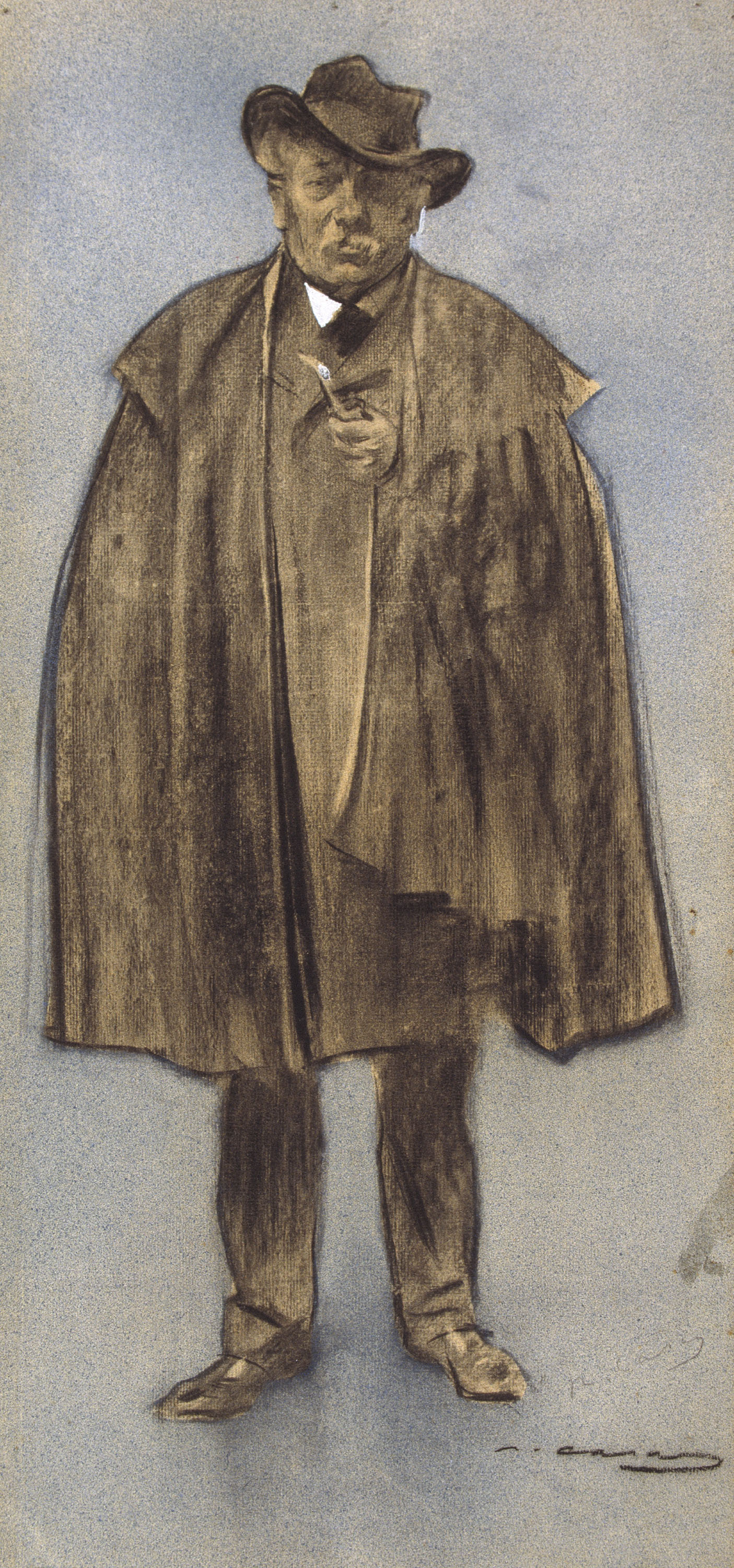
Albert Llanas, fundador del primer periòdic humorístic, vist per Ramon Casas (MNAC).

Els orígens de la sàtira catalana escrita es remunten a la poesia medieval. Després de la literatura popular oral, durant la Renaixença, van néixer les revistes satíriques. L'humor va sobreviure a les dictadures de Primo de Rivera i de Franco, va arribar a l'esplendor durant la Transició democràtica, més tard es va traslladar a la ràdio i a la televisió i ara s'infiltra a les noves tecnologies.
Els orígens es remunten als bufons i als poetes medievals com ara Guillem de Cervera, Francesc Eiximenis, Bernat Metge, Anselm Turmeda, Jaume Roig, Joanot Martorell o el Rector de Vallfogona. Més endavant, l'humor es va infiltrar a la literatura popular oral i a les auques.
Durant la Renaixença, Albert Llanas va fundar el primer periòdic humorístic: Un tros de paper (1865), en el qual escrivia Robert Robert, considerat el primer periodista costumista modern en llengua catalana. En aquesta època, van sorgir revistes com Lo noy de la mare, L'Embustero, L'Ase, La Rambla, Lo mestre Titas, Lo burinot o La Xamfaina. Als escenaris triomfava Frederic Soler (Serafí Pitarra) amb el seu teatre satíric i Opisso destil·lava humor amb el seu art gràfic i plàstic.

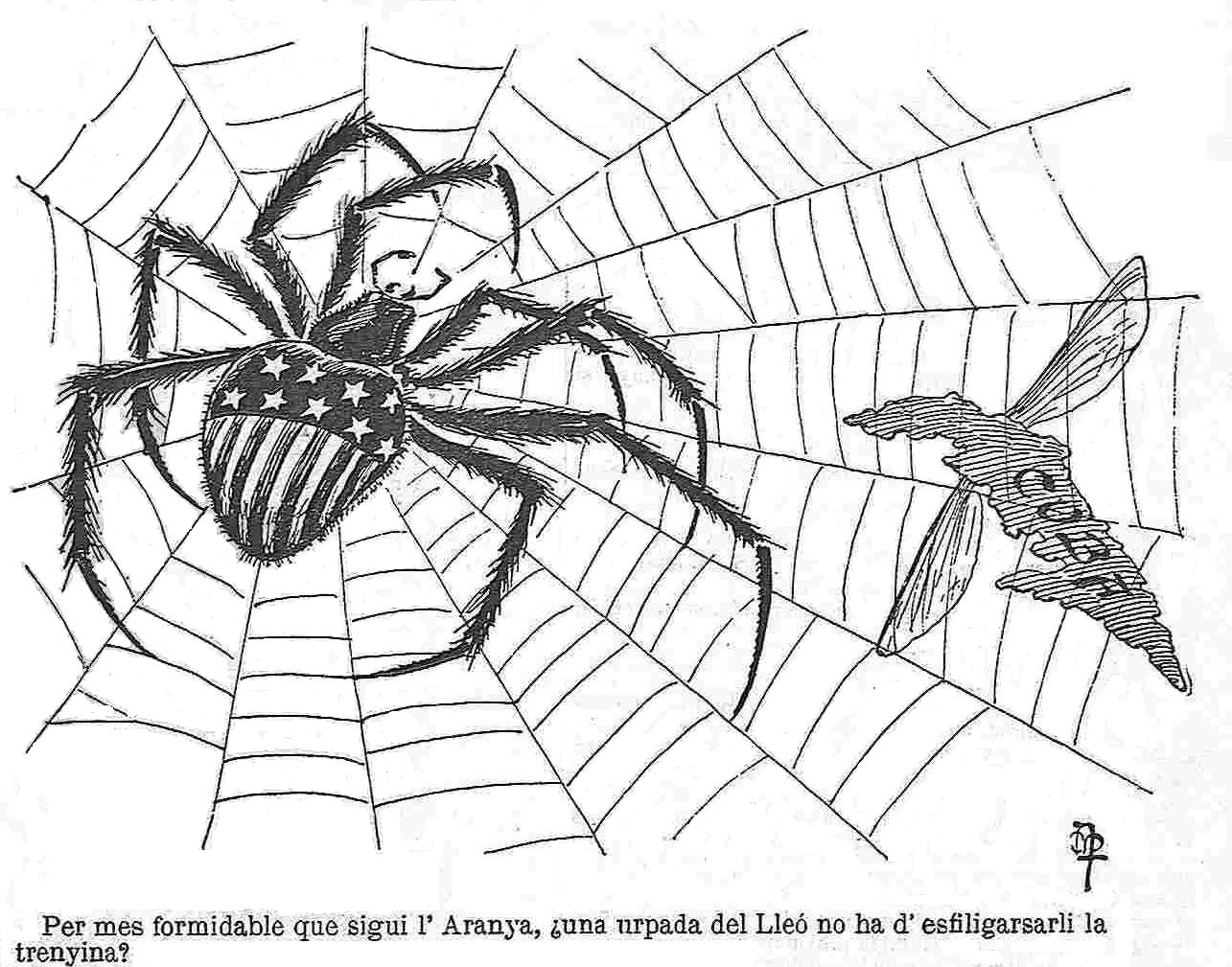
Dibuix satíric de La Campana de Gràcia (1896) sobre la Guerra de Cuba

Durant la Primera República Espanyola, van néixer clàssics com La Campana de Gràcia, L'Esquella de la Torratxa i Papitu. Amb una forta càrrega política, la Setmana Tràgica es va poder seguir a través de la revista satírica ¡Cu-Cut!, que va ser assaltada pels militars. Dels temps del pistolerisme, del terrorisme i de la guerra del Marroc, són L'Estevet, Cuca-fera i els Epigrames de Josep Maria de Sagarra. Durant la dictadura de Primo de Rivera (1923 – 1930), va emergir la revista esportiva satírica Xut!. I va ser també en aquesta època quan el ventríloc Josep Torres Vilata (Toresky) va esdevenir el pioner de l'humor radiofònic a Ràdio Barcelona.
Amb la Segona República Espanyola va aparèixer la mítica revista El Be Negre i es va popularitzar l'humor de Joan Oliver (Pere Quart). Quan va esclatar la guerra civil espanyola, l'humor català es va posar al servei de la República. Va ser el gran moment d'autors com Pere Calders i Avel·lí Artís Gener (Tísner).
Amb la derrota republicana, l'humor es va tornar blanc i costumista i va trobar refugi als diaris. Eren els temps del ninotaire Joaquim Muntañola a La Vanguardia i de la revista espanyola La Codorniz, que s'imprimia a Barcelona. A partir de la Llei de premsa del 1966, El Correo Catalán i Tele/eXpres van acollir una nova generació de ninotaires encapçalada per Cesc i Perich. Artistes còmics com Mary Santpere, Joan Capri i Cassen es van fer populars gràcies a la televisió i els discos.
El moment d'esplendor de la premsa satírica va arribar amb la Transició democràtica. L'any que va morir Franco a Catalunya s'editaven sis revistes d'humor: Matarratos, Barrabás, El Papus, Por Favor, Muchas Gracias i Butifarra!. En un mercat tan reduït, molts dibuixants i humoristes coincidien en diverses publicacions i s'hi incorporava una nova promoció de periodistes i ninotaires. Així, es barrejaven autors ja consagrats com Guasch, Pañella, Conti, Muntañola, Peñarroya, Escobar, Xifré, Blanco, Grau, Vázquez i Matias Guiu, amb nous valors com Raf, Manel, Ferrer, Beltrán, Puyal, Vallés, Oli, Perich, Gin, Bañeres, Vázquez Montalbán i Juan Marsé, entre d'altres.
L'any 1977 hi va haver un atemptat feixista amb bomba contra El Papus, encara que també va néixer El Jueves, l'única revista que encara sobreviu l'any 1978. Amb tot, el 1978 marca una fita històrica pel que fa a la xifra de revistes satíriques, amb noves capçaleres com La Pipa d'en Roc, El Be Negre, El Pou Calent, El Correu de Son Coc, El Cementiri, El Badall de Gràcia, La Xinxeta o La Bimba.
La Transició es va acabar malament per a la premsa satírica. El 1976 hi havia set publicacions en castellà i cap en català, i el 1981 només en quedaven tres en castellà i cap en català. En cinc anys havien desaparegut deu revistes en castellà i vuit en català. En aquell moment, l'humor trobava nous espais a Catalunya Ràdio, a Televisió de Catalunya i al teatre. D'altra band a, herois de paper van renéixer a la televisió o al cinema, com Quico el progre i Makinavaja.
Abans de la mort de Franco, la sàtira se centrava en l'esport, la televisió i els costums. Però durant la Transició, els principals protagonistes de les sàtires van ser els polítics, amb l'excepció dels reis d'Espanya. També es va produir una suma de generacions d'humoristes, i noms com Cesc i Perich van compartir pàgines amb Óscar, Ivà i amb la jove promoció de Joma. I el mateix va passar amb Tísner, Vázquez Montalbán, Juan Marsé i Quim Monzó. Catalunya va veure néixer 42 revistes d'humor entre el 1972 i el 1992. Després la xifra es va reduir a dues en castellà i tres en català i actualment no consta que hi hagi cap revista d'humor en català.
Una explicació a aquest fenomen és que Catalunya ha viscut un transvasament de l'humor en paper a la ràdio i a la televisió, i el lideratge català a la indústria humorística escrita s'ha traslladat a la indústria audiovisual. En el cas de Televisió de Catalunya, l'humor va esdevenir quasi un monopoli d'Andreu Buenafuente, Mikimoto i Toni Soler, alhora que va integrar l'humor teatral de les companyies La Cubana, Dagoll Dagom, El Tricicle i Comediants. Sense títol, Malalts de tele, La cosa nostra, Plats bruts, Polònia i altres programes han aconseguit grans audiències. La ràdio ha viscut un procés molt semblant. A la recerca d'audiència, grans cadenes i estacions locals han augmentat els espais humorístics. Quan humoristes radiofònics com Josep Maria Bachs, Jordi Estadella o Buenafuente van passar a la televisió, a la ràdio els va rellevar una nova generació amb noms com Alfons Arús, Quim Morales i Oriol Parreño, entre d'altres.
En la nova era digital, l'humor ha trobat altres canals. Internet ofereix milers de pàgines plenes d'acudits que circulen a una velocitat molt superior a la dels mitjans tradicionals. El correu electrònic, el telèfon mòbil, Facebook, YouTube i les seves agendes fan que els usuaris rebin cada dia molts acudits que envia qualsevol amic o desconegut. En aquest ecosistema mundial, prima l'espectacle fàcil, frívol i amb tendència a l'infantilisme, mentre que l'humor crític més intel·ligent es refugia a la premsa. Els ninotaires mantenen amb els acudits diaris una tradició periodística que els converteix en els editorialistes més llegits de Catalunya.

## En la literatura castellana
Des de l'edat mitjana el gènere es va conrear a Espanya; el primer va ser Juan Ruiz, Arxipreste d'Hita, que va atacar el poder igualador dels diners al trastocar l'immutable ordre social estamental medieval. El satíric va entrar fins i tot en la composició de nombrosos gèneres com la novel·la picaresca, la faula, l'article periodístic o la peça teatral de costums, l'esperpent de Ramón María del Valle-Inclán o la tragèdia grotesca de Carlos Arniches; és més, forma part essencial d'obres tan importants com el Quixot de la Manxa de Miguel de Cervantes.
Autors satírics espanyols van ser, a l'edat medieval, fora del ja esmentat Arxipreste d'Hita, Pero López de Ayala, nombrosos autors de l'anomenada lírica cancioneril del segle xv, entre ells els anònims redactors de les Cobles del provincial, de les Cobles de Mingo Revulgo i de les Cobles de la fornera; en el Segle d'Or, Félix Lope de Vega, que recomanava que no s'hi fos «clar ni descobert»: «pique sense odi, que si de cas infama / ni esperi glòria ni pretengui fama». És fonamental aquí el nom de Miguel de Cervantes, i les seves obres El col·loqui dels gossos i el Viatge del Parnàs, entre d'altres. Luis de Góngora va compondre sàtires personals ferotges, però Francisco de Quevedo el va superar en aquest terreny, tot i que estaven mal dirigides; el Comte de Villamediana, (Juan de Tassis i Peralta), va ser més atrevit que tots dos, atrevint-se a atacar frontalment als Grans d'Espanya, quines debilitats coneixia bé (per això potser va morir assassinat); en el segle xviii es destaquen Diego de Torres Villarroel i José Francisco de Isla; aquest últim va criticar l'exuberant i pedantesca oratòria posbarroca; també des de postulats de la Il·lustració, José Cadalso, León de Arroyal i Leandro Fernández de Moratín van adoptar aquest gènere, al costat de la faula i l'epigrama, per reformar la societat; en el segle xix, Sebastián Miñano, Félix Mejía, Mariano José de Larra, Leopoldo Alas, Modesto Lafuente, Miguel Agustín Príncipe i Juan Martínez Villergas es destaquen especialment, estenent-la a l'article periodístic.